# Стил, Даниэла
Даниэла Фернанда Доминика Мюриель Эмили Шулейн-Стил (англ. Danielle Fernande Dominique Muriel Emily Schuelein-Steel, род. 14 августа 1947, Нью-Йорк, США) — американская писательница, автор многочисленных романов, ставших бестселлерами. Суммарный тираж её книг на сегодняшний день составляет свыше 510 млн экземпляров. Она продала более 550 миллионов книг (данные за 2005 год). Её романы находились в списке бестселлеров «Нью-Йорк Таймс» 412 недель. 23 её произведения были экранизированы.

## Биография

### Детство
Даниэла Стил родилась 14 августа 1947 года в Нью-Йорке выросла в семье предпринимателя Джона Шулейн-Стила и дочери португальского дипломата Нормы де Камара Стон-Рейс. С 3 до 9 лет Даниэла провела во Франции с родителями. Она часто бывала на званых обедах и приемах, что позволило ей узнать мир богатых и знаменитых изнутри. Её родители развелись, когда девочке было семь. После этого она с отцом уехала в Нью-Йорк, а мать осталась в Европе - в Париже. Её воспитанием полностью занимался Джон Шулейн.
Ещё в детстве она начала писать рассказы, а будучи подростком стала писать стихи. Среднее образование будущая писательница получила во Франции, в 1963 году окончила школу дизайна. С 1963 по 1967 годы она училась в Нью-йоркском университете.

### Первые шаги
В 1965 году, когда Даниэле было всего 18, она вышла замуж за банкира Клода Эрика Лазарда. Она продолжала учёбу в университете, и начала писать свой первый роман. После рождения её первой дочери Беатрис в 1968 году, Стил стала копирайтером в рекламном агентстве, а потом стала менеджером по связям с общественностью в Сан-Франциско. Клиенты были очень довольны пресс-релизами и проектами, которые писала Даниэла Стил. Один из них даже порекомендовал ей всерьез заняться писательской деятельностью.
Отношения с мужем закончились спустя девять лет после свадьбы. Перед разводом в 1973 году вышла в свет её первая книга «Дом». Эта работа включала в себя те элементы, по которым теперь читатели узнают руку мастера. В частности это семейные ценности, события прошлого и трагичные судьбы главных героев.

### Писательница
Стил снова вышла замуж. На этот раз избранником писательницы стал преступник Дэни Зугельдер. Их брак состоялся прямо в тюрьме и быстро распался. Следующим мужем Даниэлы Стил стал бывший наркоман Уильям Тот. Вскоре она родила сына Николаса, а после этого развелась с мужем и отсудила права на ребёнка.
Этот опыт лег в основу её следующего романа «Обещание страсти», в котором главная героиня влюбляется в наркомана. В другом романе — «Воспоминание» она также описывает страх и боль женщины, которая пытается помочь мужу-наркоману.
Писательница с оптимизмом смотрит в будущее и выходит замуж в четвёртый раз в 1981 году за писателя Джона Трейна. Он усыновляет её сына Ника и дает ему свою фамилию. Она в свою очередь усыновляет детей Джона от первого брака Тревора и Тода. Вместе у них рождается пять детей — Саманта, Виктория, Ванесса, Макс и Зара. Этот брак можно считать самым удачным, ведь он просуществовал долгих семнадцать лет.
Даниэла Стил всегда старалась проводить больше времени с детьми. Она писала по ночам, а спала всего лишь по четыре - пять часов в сутки. В год она может выпускать несколько книг. Как признается сама писательница, работа над одним романом может идти два с половиной года.

### Николас Трейна
Сын Даниэлы Стил Ник Трейна был вокалистом в Ска-панк группе Link 80.
В 1993 году Стил подала в суд на писателя, который в своей книге раскрыл правду о том, что биологический отец её сына Ника на самом деле Уильям Тот, а не Джон Трейна. Однако судья посчитал, что так как Даниэла Стил — личность публичная, то это дело не подпадает под закон о «тайне усыновления» и поэтому злополучная книга была опубликована.
Дети писательницы не знали до этого, что их брат Ник был усыновлен Джоном. Стил обвиняла автора книги в том, что он уничтожил её брак. Используя этот печальный опыт, она написала роман «Злой умысел», в котором счастливый брак главной героини рушится из-за того, что таблоиды раскопали правду о её прошлом, которое она тщательно скрывала много лет.
Её сын Николас, который оказался в центре этого скандала, покончил с собой в 1997 году. Ранее у него было диагностировано Биполярное аффективное расстройство. В память о нём Даниэла Стил написала книгу о любимом сыне «Его яркий свет». Также она основала фонд имени Ника Трейны, который помогает людям с психологическими нарушениями.

### Жизнь продолжается
Стил вышла замуж в пятый раз за финансиста из Кремниевой долины Тома Перкинса, но брак продлился меньше двух лет и закончился в 1999 году. Писательница признается, что её роман «Клон и я» был посвящён бывшему мужу.
В 2003 году новеллистка открыла художественную галерею в Сан-Франциско. А в 2006 году она выпустила духи «Даниэла». Этот аромат, созданный специально для читательниц мисс Стил, продается только в нескольких магазинах.
Писательница живёт в Сан-Франциско, но также любит ездить во Францию. Кстати, действие большинства её романов проходит именно в Сан-Франциско.
В 2013 году стала кавалером ордена Почётного легиона.

## Цитаты
- «Плохая рецензия — это как торт, который ты испекла, используя лучшие ингредиенты. А потом кто-то просто сел и раздавил его».
- «Иногда, если ты в чём-то не уверен, тебе нужно спрыгнуть с моста, распахнуть крылья и долететь до земли».
- «Если вы можете видеть магию в сказке, значит, вы можете с уверенностью смотреть в будущее».

## Экранизации произведений
- 1983 — Отныне и навеки
- 1986 — Перекрестки
- 1990 — Все только хорошее
- 1990 — Калейдоскоп
- 1991 — Папочка
- 1991 — Паломино
- 1991 — Перемены
- 1992 — Драгоценности
- 1992 — Секреты
- 1993 — Письмо из Сайгона
- 1993 — Звезда
- 1993 — Биение сердца
- 1994 — Семейный альбом
- 1994 — Идеальный незнакомец
- 1994 — Только раз в жизни
- 1995 — Благословение
- 1995 — Исчезнувший
- 1995 — Зоя
- 1996 — Кольцо
- 1996 — Замкнутый круг
- 1996 — Воспоминание
- 1996 — Большей любви не бывает